# Pont Morens
Ne pas confondre avec Morens, la commune de Suisse ni avec le pont Morens d'Annecy franchissant le Thiou, autrefois recouvert de bâtiments aujourd'hui disparus.
Le pont Morens est un pont situé en France sur les communes de La Chavanne et de Montmélian, dans le département de la Savoie. Il franchit l'Isère.
Construit par l'architecte Cuenot de 1669 à 1684, l'édifice est inscrit au titre des monuments historiques depuis le 17 décembre 1985.

## Historique
Alors que la traversée de l'Isère à Montmélian s'effectue depuis plusieurs siècles par des ponts en bois emportés par des crues à différentes reprises, décision est prise de construire un nouveau pont en pierres en 1669 et sa réalisation est confiée à l'architecte François Cuenot.
Les travaux débutent en décembre 1671 avec la pose de la première pile sur la rive droite à Montmélian. La dixième et dernière pile est posée en 1682, les neuf arches et les culées sont réceptionnées en décembre 1684 et l'ensemble du pont est terminé en 1685.